# John Blackwell
Pour les articles homonymes, voir Blackwell.
 (juillet 2017).
Si vous disposez d'ouvrages ou d'articles de référence ou si vous connaissez des sites web de qualité traitant du thème abordé ici, merci de compléter l'article en donnant les références utiles à sa vérifiabilité et en les liant à la section « Notes et références ».
John Blackwell ou John Blackwell Jr., né le 9 septembre 1973 à Columbia (Caroline du Sud) et mort le 4 juillet 2017 à Land O' Lakes (Floride), est un batteur américain de funk et de jazz. 

## Biographie
Fils de John Blackwell Senior, batteur ayant notamment évolué avec The Drifters et King Curtis, John Blackwell étudie la musique à la prestigieuse école Berklee College of Music de Boston. Sa première collaboration importante a lieu avec le chanteur et musicien de jazz Billy Eckstine. De 1995 à 1998, il se produit avec le groupe Cameo, puis la chanteuse Patti LaBelle avec qui il enregistre sur scène le disque et le DVD Live! One Night Only.
De 2001 à 2004, il est le batteur attitré de Prince, qui opère alors un retour aux sources de la musique funk qu'il colore de sonorités jazz. John Blackwell occupe une place importante dans cette période du chanteur et instrumentiste américain, en témoigne le triple album One Nite Alone…Live! paru en 2002. Le batteur réapparaît à ses côtés en 2009 à l'occasion d'un concert donné en Suisse au festival jazz de Montreux, puis réintègre son groupe fin 2010. Il s'est par ailleurs produit avec Justin Timberlake, P. Diddy, Utada Hikaru et Maze.
Avec son propre groupe, The John Blackwell Project, il publie en 2009 le disque 4Ever Jia, en hommage à sa fille Jia disparue en 2004. Un fonds de soutien aux étudiants musiciens créé avec sa femme porte également le nom de son enfant, The Jia Kennie Blackwell Memorial Scholarship Fund.
Il compte à son actif deux DVD pédagogiques de batterie, Technique, Grooving and Showmanship et l'éponyme John Blackwell, parus chez Hudson. Il évolue avec une batterie Tama et des cymbales Zildjian.
Il meurt le 4 juillet 2017 dans les bras de sa femme des suites d'une tumeur au cerveau diagnostiquée en 2016.

## Équipement
Dernier kit : Dixon Artisan
- 20"x22" Bass Drum
- 6.5"x13" John Blackwell Signature Snare Drum (JB1365)
- 6.5"x10" Tom Tom
- 7"x12" Tom Tom
- 7.5"x13" Tom Tom
- 14"x14" Floor Tom
- 15"x15" Floor Tom
- 16"x16" Floor Tom
- 14"x20" Gong Bass Drum

Cymbales : Turkish
Baguettes : Regal Tip

## Discographie

### En tant que meneur
- 2009 : 4Ever Jia.

### AvecPrince
- 2001 : The Rainbow Children.
- 2002 : One Nite Alone....
- 2002 : One Nite Alone...Live! (album scénique).
- 2003 : Xpectation (instrumental, diffusé uniquement en téléchargement).
- 2003 : N.E.W.S (instrumental).
- 2004 : Musicology.
- 2004 : C-Note (mini-album scénique vendu uniquement en téléchargement).
- 2015 : Hitnrun Phase Two.

### AvecPatti LaBelle
- 1998 : Live! One Night Only.